# Europa (mitologija)
Europa (grč. Ευρώπη, Eurốpê) u grčkoj mitologiji bila je prekrasna fenička princeza po kojoj je kontinent Europa dobio ime, a također i Jupiterov prirodni satelit Europa. 
Istog je imena bila i jedna Okeanida, kći Titana Okeana i božice Tetide, a također i kći zemljanog diva Titije, majka Eufema kojem je otac bio Posejdon.

## Etimologija
Europino grčko ime Ευρώπη sastavljeno je od dva dijela: ευρυ- = "širok" i οπ– = "oko", "lice". Doslovno se može shvatiti da je simbolički predstavljala Zeusovu družicu, kravu jer joj je on došao u obličju bika. Metaforički može značiti da je otvorenog uma, širokih pogleda.

## Mitologija

### Podrijetlo
Mnogo je priča o Europinu podrijetlu, no svi se slažu da je Feničanka. Govori se da je kći feničkog kralja Agenora i kraljice Telefase ("dalekosjajne") ili Argiope ("bijela lica"). Homer u Ilijadi govori da je kći Agenorova sina Feniksa. Imala je dva brata - Kadma, koji je donio alfabet u Grčku, i Kiliksa po kojem je nazvana Kilikija (Cilicija) u Maloj Aziji.
Na Kretu ju je doveo Zeus na svojim leđima. Herodot tvrdi da su je oteli sami Krećani da bi osvetili otmicu Ije, princeze iz Arga. Nakon što je stigla na Kretu, Europa je rodila tri sina: Minosa, Radamanta i Sarpedona. Udala se za Astreja. Prema mitologiji, otac njezine djece jest Zeus.

### Europa i Zeus
Zeus se zaljubio u Europu i odlučio ju je zavesti ili silovati iskoristivši činjenicu da je njegova žena Hera bila odsutna. Pretvorio se u prekrasnoga bijeloga bika sa zlatnim rogovima i sklonio u stado Europina oca.
Europa je sanjala da se dvije žene, personifikacije kontinenata, svađaju oko imenovanja. Azija je rekla da je ona rodila Europu te da je posjeduje, a drugi je neimenovani kontinent rekao da će Zeus njoj dati Europu (tako je kontinent Europa dobio ime). Uznemirena zbog sna, Europa se nije vratila na spavanje, nego je odlučila poći na svoje omiljeno mjesto gdje se inače odmarala, plesala, kupala i brala cvijeće.
Dok su Europa i njezine družice brale cvijeće, vidjela je bika i pomilovala ga je po boku, kitila mu rogove cvijećem te mu se popela na leđa. Zeus je iskoristio priliku, otrčao do mora i zaplivao s njom na leđima, prema Kreti.
Dok je plivao, pridružile su im se Nereide jašući na dupinima, Triton koji je puhao u svoj rog te Posejdon. Europa je shvatila da je bog i preklinjala ga je za milost. Na Kreti joj je i sam otkrio svoj identitet, a Europa je postala prva kretska kraljica. Zeus joj je dao tri dara da bi se iskupio za silovanje koje je počinio pod drvetom čempresa:
- Talos (Τáλως) - svojevrstan robot, u nekim inačicama bik
- Laelaps Λαῖλαψ - pas koji nikad nije promašio plijen
- koplje (ακόντιο) - koplje koje uvijek pogađa

Zeus je poslije ponovno stvorio obličje bijeloga bika koji je postao zviježđe Bik. 
U drugoj inačici priče, božica ljubavi Afrodita zajedno sa svojim sinom Erosom odaslala je ljubavne strijele u Zeusa koji se odmah zaljubio u Europu te ga je srce prislilo da je dobije pod svaku cijenu.

## Vanjske poveznice
- Europa u grčkoj mitologiji (engl.)